# کایامبه (آتشفشان)
کایامبه (به اسپانیایی: Volcán Cayambe) یک کوه و آتشفشان چینه‌ای در اکوادور است که در استان پیچینچا واقع شده‌است. کایامبه ۵٬۷۹۰٫ متر بالاتر از سطح دریا واقع شده‌است.